# 杜竟一
杜竟一（1927年3月—），男，直隶怀柔（今属北京）人，中华人民共和国水利工程专家、政治人物，曾任河北省人民政府副省长，河北省政协副主席。